# Prova
Prova ist ein Ort und eine ehemalige Gemeinde (Freguesia) im portugiesischen Kreis Mêda. Die Gemeinde hatte 185 Einwohner (Stand 30. Juni 2011).
Am 29. September 2013 wurden die Gemeinden Prova und Casteição zur neuen Gemeinde União das Freguesias de Prova e Casteição zusammengeschlossen. Prova ist Sitz dieser neu gebildeten Gemeinde.